# Speck

1. Rückenspeck 2. Bauchspeck

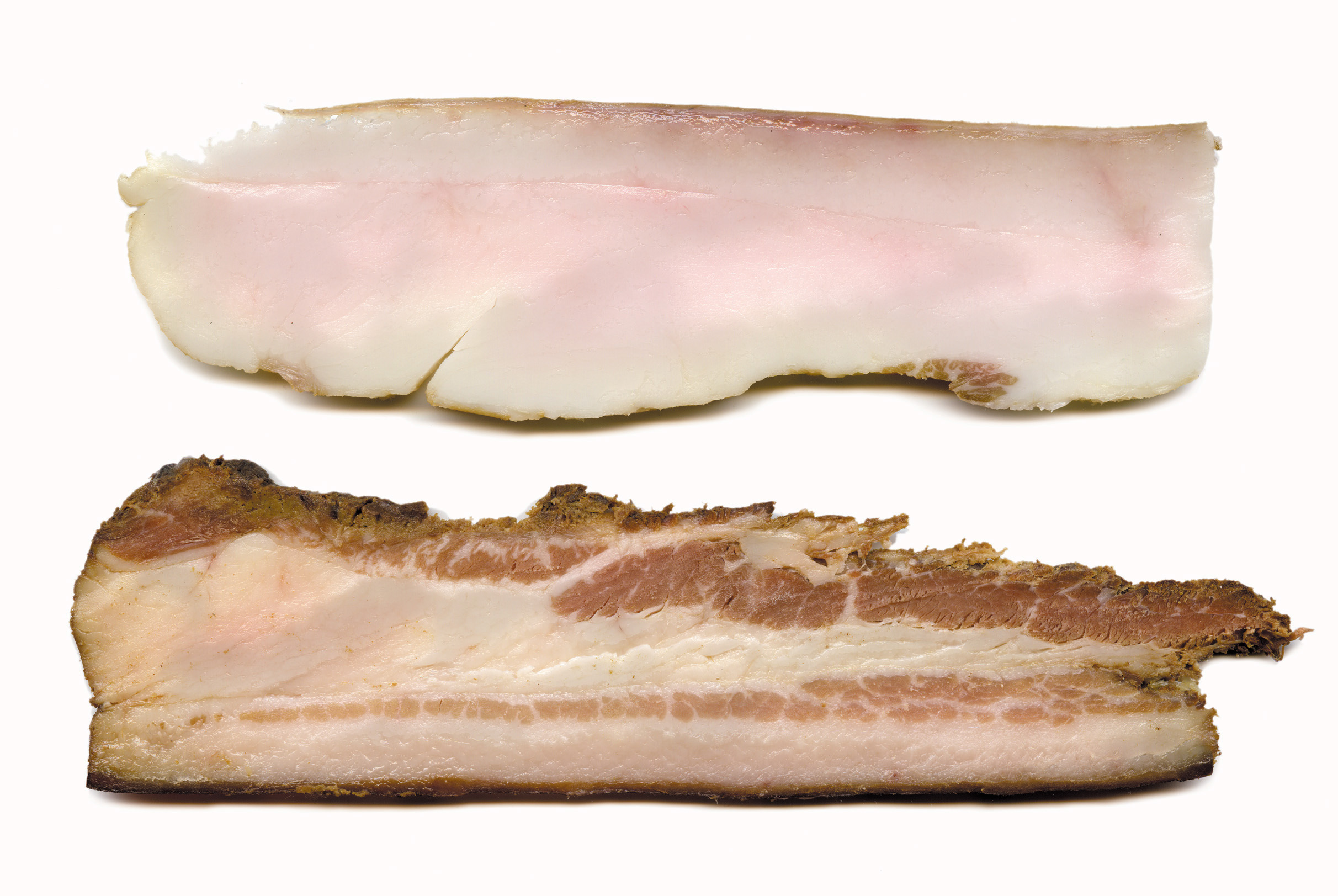
Oben: Geräucherter Rückenspeck
Unten: Geräucherter und im ganzen gebackener Bauchspeck

Als Speck wird vor allem bei Schweinen das Fettgewebe bezeichnet, das sich unter der Haut (Schwarte) befindet. Im Verkauf haftet jedoch meist auch Schwarte am Speck. Dabei wird hauptsächlich zwischen dem Rückenspeck (auch Fetter Speck) aus reinem Fettgewebe und dem Bauchspeck unterschieden, der die Brust- und Bauchmuskulatur sowie nicht laktierende Milchdrüsen einschließt. In Österreich wird er auch als Schweinsspeck oder Spickspeck bezeichnet.
Die Fettgewebeschicht, also der Speck, von Walen und Robben wird Blubber genannt.

## Weitere Produkte und Bezeichnungen
Daneben gibt es noch sogenannten Schinkenspeck, der jedoch aus der Hüfte, dem am Rücken gelegenen Teil des Schinkens hergestellt wird.
Bauchspeck und Frühstücksspeck werden aus Schweinebauch hergestellt, der von Rippen und Brustknochen befreit ist, und meist noch Knorpel und Schwarte enthält. Beim knorpellosen Delikatess-Bauchspeck und Delikatess-Frühstücksspeck beträgt das sichtbare Fettgewebe maximal 50 %.
In Österreich wird auch mageres Schweinefleisch mit einem dünnen Fettrand als Speck bezeichnet (Gailtaler Speck und Tiroler Speck).
Rückenspeck wird luftgetrocknet und ungeräuchert als Grüner Speck bezeichnet.
Bekannte Produkte sind Lardo, Pancetta, Guanciale, Salo, Schwarzwälder Speck, Südtiroler Speck (im Italienischen kurz Speck genannt) und  Walliser Trockenspeck (in Walliserdeutsch kurz Schpäkk genannt).
Die ausgelöste, unzerteilte Speckpartie wird als Speckseite oder Speckwamme bezeichnet.
Der Bauchspeck schwarzhäutiger Schweine kann Melanineinlagerungen aufweisen (Pigmentspeck).

## Wortherkunft
Seit dem 10. Jahrhundert im ahd. belegt als spec, vgl. auch as. spekk, ae. spic, anord. spik, außergermanisch ohne s- in lat. pinguis „fett“, gr. πῖαρ, ai. pīvas-, zweifelhaft dagegen seltenes lat. spectile „Bauchspeck“.

## Verwendung
Rückenspeck wird in der Küche grün, geräuchert und gepökelt vor allem als Zutat verwendet, zum Beispiel zum Spicken und Umhüllen von magerem Fleisch oder zur Herstellung von Schmalz, aber auch gewürfelt, gewolft oder gemahlen in zahlreichen Würsten. Bauchspeck wird für Eintöpfe oder Spieße verwendet, oder gegarter und gerollter Bauchspeck ohne Knochen, Knorpel und Schwarte als Pariser Rolle zubereitet.
Schinkenspeck dient vor allem als Aufschnitt.